# Gabbiella
Gabbiella is een geslacht van weekdieren uit de klasse van de Gastropoda (slakken).

## Soort
- Gabbiella volkovae Roshka, 1973 †